# Тодесфелде
Тодесфелде (њем. Todesfelde) општина је у њемачкој савезној држави Шлезвиг-Холштајн. Једно је од 95 општинских средишта округа Зегеберг. Према процјени из 2010. у општини је живјело 1.021 становника. Посједује регионалну шифру (AGS) 1060088.

## Географски и демографски подаци
Тодесфелде се налази у савезној држави Шлезвиг-Холштајн у округу Зегеберг. Општина се налази на надморској висини од 36 метара. Површина општине износи 17,2 km². У самом мјесту је, према процјени из 2010. године, живјело 1.021 становника. Просјечна густина становништва износи 59 становника/km².